# Paulo Pinho
Paulo Pinho (Porto, 11 de fevereiro de 1992) é um fotógrafo português, conhecido pelo seu trabalho na área da música.

## Carreira
Paulo Pinho nasceu em Massarelos (distrito do Porto) em 1992.
Formou-se no ISMAI em Tecnologias de Comunicação Multimédia. É lá que começa a dar os primeiros passos na fotografia. No dia 9 de setembro de 2013 fundou a Backstage, um orgão de comunicação social online, dedicado à área do entretenimento e cultura. 
Ao longo da sua carreira como fotógrafo de música, Paulo Pinho fotografou nomes da música nacional e internacional, nomeadamente: The Rolling Stones, Robbie Williams, Ed Sheeran, Post Malone, Imagine Dragons, Stromae, Black Eyed Peas, Arcade Fire, Two Door Cinema Club, Foals, Bomba Estéreo, The Prodigy, Rosalía, Muse, Florence + the Machine, Jason Derulo, The Script, Alt-J, Wolf Alice, Nick Cave and the Bad Seeds, Cigarettes After Sex, James Bay, Kodaline, Bring Me The Horizon, Rag'n'Bone Man, Calum Scott, Pedro Sampaio, Maluma, Anitta, Diogo Piçarra, Ornatos Violeta, Fernando Daniel, MARO e Bárbara Tinoco.[carece de fontes?]

## Prémios
Finalista na categoria de "Best Festival Photo" pela APORFEST, na 5.ª edição do Iberian Festival Awards 2020 - Talkfest, com uma fotografia de Jorja Smith (palco Sagres), no festival NOS Alive, na edição de 2019.
Finalista na categoria "Best Media Partner" pela APORFEST nos Iberian Festival Awards 2020 - Talkfest, com a Backstage, onde esteve a concurso com referências nacionais e internacionais tais como: RTP, RFM,  Antena 3, Canal 180, Conciertos Lanzarote (ES), El País (ES), Mondo Sonoro (ES), Radio 3 e Wololo Sound (ES).